# Vladimir Zajkin
Vladimir Zajkin (russisk: Владимир Владимирович Зайкин) (født 9. april 1959 i Transportnyj i Sovjetunionen) er en russisk filminstruktør og manuskriptforfatter.

## Filmografi
- Na kogo Bog posjljot (На кого Бог пошлёт, 1994)[1][2]